# Procerodidae
Procerodoidea
Super-famille
Famille
Les Procerodidae sont une famille de vers plats marins ou d'eau saumâtre, unique représentante de la super-famille des Procerodoidea de l'ordre des Tricladida (infra-ordre des Maricola).

## Systématique
Les noms valides complets avec auteur de ces taxons sont :
- pour la super-famille : Procerodidae Diesing, 1862 ;
- pour l'unique famille : Procerodoidea Diesing, 1862.

### Liste des genres
Selon la base de données World Register of Marine Species (4 février 2024), la famille des Procerodidae ne comporte qu'un seul genre valide, Procerodes Girard, 1850.

### Sous-taxons invalides, reclassements
Sont des noms oubliés (nomen oblitum) donc invalides, les sous-familles suivantes, auparavant membres de la famille des Procerodidae :
- Nesioninae Hyman, 1956 ;
- Probursinae Hyman, 1944 ;
- Procerodinae Westblad, 1952 ;
- Stummerinae Bohmig, 1908.

La sous-famille des Procerodinae contenait :
- les genres suivants, qui sont des noms oubliés (nomen oblitum) remplacés par Procerodes Girard, 1850 :
  - Gunda Schmidt, 1862,
  - Haga Schmidt, 1862,
  - Synhaga Czerniavsky, 1881 ;
- le genre Cephalolepta Stimpson, 1857, qui est un nom oublié ;
- le genre Microbothrium Olsson, 1868, qui est synonyme de Micropharynx Jägerskiöld, 1896, genre maintenant directement placé sous l'infra-ordre des Maricola.

### Publication originale
(de) Karl Moritz Diesing, « Revision der Turbellarien. Abteilung: Rhabdocoelen », Sitzungsberichte der mathematisch-naturwissenschaftliche Classe der Kaiserlichen Akademie der Wissenschaften, vol. 45, 1862, p. 191-318 lire

### Autres références
(en) S. Tyler, S. Schilling, M. Hooge et L. F. Bush, Turbellarian taxonomic database, Version 1.7, 2006-2020, Base de données